# Suárez (kommun i Colombia, Cauca, lat 2,91, long -76,81)
Suárez är en kommun i Colombia.   Den ligger i departementet Cauca, i den västra delen av landet, 400 km sydväst om huvudstaden Bogotá. Antalet invånare är 19 244.